# Стэнли (гора)
Стэнли (Маунт-Стэнли, фр. Mont Stanley) — гора, часть массива Рувензори.
Гора, названная в честь исследователя Африки сэра Стэнли и расположенная на границе ДРК и Уганды, является высочайшей точкой этих стран. Маунт-Стэнли состоит из нескольких вершин, три из которых, Маргерита (5109 м), Александра (5091 м) и Альберт (5087 м), превышают 5 км над уровнем моря. В Африке гора занимает третье место по высоте, уступая лишь Килиманджаро и Кении.
Геологически, как горы Рувензори, Стэнли сложена древними кристаллическими породами. Впервые покорена в 1906 году принцем Луиджи Амедео и его командой. Первый восходитель назвал высший пик в честь королевы Маргариты Савойской.
До высоты 2600 м преобладают тропические леса, выше — преимущественно бамбук и заросли древовидного вереска, на высотах выше 3800 м — альпийские луга, выше 4000 м — мхи и лишайники. Несмотря на расположенность на экваторе, вершины покрыты ледниками, площадь которых уменьшается с каждым годом.
Флора и фауна района уникальны, и гора Стэнли входит в национальный парк Горы Рувензори (национальный парк), с 1994 года являющийся объектом Всемирного наследия ЮНЕСКО.